# 대팔
대팔 (Daephal, 大捌, 본명: 이준우, 1979년 12월 31일 ~ )은 대한민국의 힙합 음악가이다. 1999년, Megaphone의 멤버로 데뷔하였으며, 2010년까지는 Rimshot의 멤버로 활동하였다. 소속 크루는 불한당이다.

## 바이오그래피

### 데뷔와 초기
1979년 태어난 대팔은 고3 후반 프리스타일 영상을 접하면서 힙합에 매력을 느끼게 되었으며, 첫 데뷔는 천리안의 힙합 동호회 Camp Groove에서 활동하던 팀 Megaphone을 통해 데뷔하였다. (Megaphone은 4인조였으며, 1999년 앨범을 한 장 냈다.) 이 팀에서 Def Roy란 이름으로 활동하던 대팔은, Megaphone의 해체 후 클럽 마스터플랜에서 본격적으로 솔로 활동을 하기 시작한다. 이때 그의 대표곡으로는 Soul Chamber와 함께 한 곡인 길, The Z의 프로듀싱으로 만들어진 곡 구운몽, dj soulscape 앨범의 참여곡 선인장 등이 대표적이었다.
저음의 특이한 목소리 톤과 플로우, 철학적인 가사로 많은 랩 매니아를 매료시킨 그는, 한편으로 잘생긴 외모로 "힙합씬의 안정환"이라는 별명이 붙기도 하였다. 2000년 11월 군에 입대를 하면서 2년 간의 활동 공백이 있었고, 제대 후 절충 프로젝트 첫 번째 앨범에 참여(정확히는 전역 2개월 전)하고, 이철훈, MC 메타, MC 성천, DJ Wreckx 등과 함께 프로젝트 밴드 Jazzhop을 결성하여 1년간 활동하였다. 하지만 이 시기에 그는 학업에 치중하면서 많은 활동을 보여주지는 않았고, 다만 절충 2번째 앨범과 가리온 1집 등에 참여하였다.

### 싱글 발매:나를 비워
이후 2005년 한량사의 멤버로써 다시 활동을 활발히 하기 시작한 대팔은, 앨범을 준비하면서 9월 The Z의 앨범에 참여하였다. 그가 준비한 앨범은 12월 맥시 싱글의 형태로 발매되었다. 싱글 발매 이후 그는 다양한 공연 활동을 하였으며, 간간히 다른 앨범에 참여하면서 솔로 정규 앨범을 준비하였다. 그리고 2007년 3월 힙합 뮤지컬 래퍼스 파라다이스에 캐스팅된 대팔은 이후로 약 2년 가까이 뮤지컬 배우로써 무대에 올랐다. 또 이 시기에 그와 Dialogue, The Z 등이 조직한 그룹 Rimshot이 윤곽을 드러내기 시작하였으며, 대팔은 더 이상 솔로 앨범이 아니라 Rimshot의 앨범을 준비하고 있다는 소식도 들려왔다.

### Rimshot으로써의 활동
Rimshot의 앨범은 중간에 한량사의 와해로 무기한 연기되었으나, 시니즈 엔터테인먼트에 새 둥지를 틀면서 재개되었다. 이 시기의 대팔은 Rimshot으로써의 공연 활동과 래퍼스 파라다이스 출연을 중점적으로 하였다. 이때의 참여 앨범으로는 Pe2ny 앨범이 있으며, 여기서 대팔은 과거와는 많이 달라진 모습을 보여 좋은 반응과 나쁜 반응을 함께 받았다.
Rimshot의 앨범은 2009년 5월 12일 발매되었으며, 2010년 들어 Dialogue의 군입대와 함께 Rimshot의 활동은 잠정 중지되었다. 이에 따라 대팔도 무대에서 많이 볼 수 없었다. 2011년 대팔은 7월에 열린 "1세대 콘서트" 무대에 오랜만에 올랐으며, 음악 외에서도 넋업샨과 함께 "eeRM"이라는 영상 팀을 조직, B-Free의 Where You At 뮤직비디오를 시작으로 여러 가수들의 뮤직비디오 작업을 하였다. 그는 뮤직비디오 감독으로써의 커리어를 택한 것에 대해, 2~3년 전 재미로 농구 영상을 찍던 것이 점차 뮤지션과의 작업으로 발전하면서 이렇게 되었다고 말하였다. 한편 2011년 10월에는 한 개인사업가 여성과 혼인 신고를 한데 이어 11월 1일 웨딩 마치를 올렸다.

### 결혼 이후
결혼 이후 그는 뮤직비디오 감독 역할에 좀 더 치중하여, 래퍼로써 활동한 것은 Defconn 5집 수록곡인 The First Classic에 참여한 것 뿐이었다. 그 후 2012년에는 새로이 만들어진 크루 불한당의 창립 멤버가 되었다. 또 이때의 인터뷰에서 자신은 현재 시니즈 엔터테인먼트에서 나온 상태이며, 이에 따라 Rimshot의 활동은 한동안 없을 것임을 밝혔다.
대표곡: 구운몽, 나를 비워

## 디스코그래피
- 2005년 12월 9일 나를 비워 맥시 싱글

## 스타일
- 클럽 MP에서 활동할 당시의 그의 스타일은, 매우 함축적이고 시적인 가사와 저음의 톤, 그리고 조금은 단조로운 플로우로 얘기할 수 있는데, 이런 특징은 당시 한국 힙합의 스타일을 반영하는 것이기도 하였다. 일례로, 구운몽의 경우, 고전소설 구운몽에 나오는 팔선녀를 상징으로 사용하여 사람들이 경계해야할 것을 얘기하고 있는[1] 개성적인 서술 방식의 가사가 곡을 이루고 있다. 이러한 특징은, 절충 프로젝트 두 번째 앨범과 가리온 1집 Garion 수록곡 엉터리 학생에서 호흡을 맞췄던, 어려운 가사의 대명사라 할 수 있는 MC 성천과 비교되기도 하였다.
- 첫 싱글 나를 비워에서 그의 함축적인 가사는 그대로였으나 (그는 인터뷰에서 가사를 최대한 쉽게 쓰려했으나 잘 반영되지 않은 것 같다고 말한 바 있다[1]) 비트는 펑키하고 신나는 쪽의 비트가 수록되었다. 특히 구운몽 Remix의 경우, 원곡과 전혀 상반되는 디스코 성향의 비트가 들어가있다. 이런 그의 곡은 싱글 발매 전 발표된 The Z 앨범의 참여곡인 재진화 등에서도 드러나는 것이다.
- Rimshot 결성 후의 그의 스타일은 많은 변화를 보였는데, 눈에 띄게 가사가 함축적인 표현에서 벗어나 일상적이고 직설적인 표현을 사용하게 되었으며, 예의 저음 톤도 어느 정도 높아졌다. 또한 단조롭다는 지적을 받던 그의 플로우 역시 많은 변화를 보였다. 일부에서는 이런 변화를 대팔만의 개성을 잃어버린 것으로 해석하여 부정적인 반응을 보이기도 하였다. 대팔은 인터뷰에서 "기존에 제가 비춰졌던 색깔이 아주 뚜렷해서 다른 색깔을 하고 싶다는 생각이 많았"으며, 특히 "변화가 이뤄졌던 계기는 뮤지컬"이었던 것 같다고 하였다.[10]

## 이름
- Def Roy는 그가 처음 쓰던 이름으로, 절충 프로젝트 첫 번째 앨범까지만 해도 Def Roy aka 대팔이라는 식으로 표기가 되어있다. 현재는 쓰지 않는다.
- 대팔은 大捌 (큰 대, 깨뜨릴 팔)로 표기하기도 하고, "대지 위의 두 팔을 벌린 사나이"라는 뜻도 담고 있다.[1]